# Маннебах (Айфель)
Маннебах (нем. Mannebach) — община в Германии, в земле Рейнланд-Пфальц.
Входит в состав района Вульканайфель. Подчиняется управлению Кельберг. Население составляет 236 человек (на 31 декабря 2010 года). Занимает площадь 7,34 км².